# Indostomus spinosus
Indostomus spinosus (lat. spinosus – dornig) ist eine von zwei in den 1990er Jahren neu beschriebenen Arten der bis dahin monotypischen Fischgattung Indostomus. Das Artepitheton spielt auf die gezackten Wülste auf dem Schädel der Tiere an, die ihnen ein etwas bizarres, stachliges Äußeres verleihen.

## Verbreitung und Lebensraum
Der Holotypus wurde in Laos, in der Provinz Bolikhamsai am Zusammenfluss der Flüsse Nam Leuk und Nam Ngang gefangen. Daneben stammen einige der Paratypen aus der thailändischen Provinz Nong Khai. Alle Exemplare wurden in langsam fließendem bis stehendem Wasser zwischen Wurzeln von Ufervegetation und dicken Schichten Falllaubs gefunden. Indostomus spinosus bewohnt neben Fließgewässern und Seen auch Sümpfe.

## Erscheinung
Die Art ist kleinwüchsig und erreicht eine maximale Standardlänge von nur etwa 3 Zentimetern. Der Körper ist von Knochenplatten bedeckt, wobei eine Reihe von 20 bis 21 Platten auf dem Rücken liegt und 21 bis 22 Schilde Bauch und Seiten schützen. Jede der Rückenplatten entspricht jeweils einer der lateroventralen Platten, davon ausgenommen ist die zweite dorsale Platte, die mit zwei der Seitenschilde korrespondiert. Gezackte Grate ziehen sich über die Knochenplatten entlang des ganzen Körpers. Schädel und Schultergürtel sind von stark gezahnten Knochenkämmen überzogen, die bei männlichen Tieren besonders deutlich ausgeprägt sind. Am hinteren Rand der Kiemendeckel befinden sich fünf bis sechs übereinander angeordnete Stacheln, die von unten nach oben an Größe zunehmen. Jeder der oberen vier bis fünf Stachel bildet jeweils das Ende eines über den Kiemendeckel verlaufenden gezackten Grates. Bei den männlichen Fischen sind die äußeren Strahlen der Brustflossen geschwungen und länger als die fast geraden Flossenstrahlen der Weibchen. Vor der weichstrahligen Rückenflosse stehen meist fünf seltener aber auch drei oder vier Stacheln.
Von seinen nahen Verwandten grenzt sich Indostomus spinosus durch seine charakteristischen Knochenkämme auf dem Schädel ab, die bei I. crocodilus nur schwach und bei I. paradoxus entweder gering oder überhaupt nicht gezahnt sind. Äußerliche Unterschiede finden sich auch in der Farbgebung, während die Unterseite von I. spinosus dunkelbraun und die Kehle braun gepunktet ist, haben die anderen beiden Arten eine hellbraune Unterseite und nur selten einige wenige Punkte auf der Kehle. Adulte Männchen tragen außerdem auf Rücken- und Afterflosse schwarze Streifen, die den männlichen I. paradoxus entweder ganz fehlen oder nur schwach ausgeprägt sind.
Flossenformel: Dorsale (III–)V/6, Anale 6, Pectorale 22–23, Ventrale 4

## Belege
1. 1 2 3 4 5  Ralf Britz, Maurice Kottelat: Two new species of gasterosteiform fishes of the genus Indostomus (Teleostei: Indostomidae). In Ichthyological Exploration of Freshwaters. Volume 10, Nr. 4, 1999, ISSN 0936-9902. S. 329–333.
2. 1 2  Indostomus spinosus auf Fishbase.org (englisch)